# 西皮門泰拉斯
13°28′57″S 61°02′48″W / 13.48250°S 61.04667°W
西皮門泰拉斯（葡萄牙語：Pimenteiras do Oeste），是巴西的城鎮，位於該國西北部，由朗多尼亞州負責管轄，始建於1995年12月27日，面積6,015平方公里，海拔高度185米，2014年人口2,432，人口密度每平方公里0.4人。